# Great Shefford
Great Shefford – wieś w Anglii, w hrabstwie ceremonialnym Berkshire, w dystrykcie (unitary authority) West Berkshire. Leży 34 km na zachód od centrum miasta Reading i 92 km na zachód od centrum Londynu. W 2001 miejscowość liczyła 896 mieszkańców.